# 延壽寺 (台東区)
延壽寺（えんじゅじ）は、東京都台東区谷中一丁目にある日蓮宗の寺院。山号は六浦山。旧本山は身延山久遠寺（身延門流）、潮師法縁。

## 歴史
明暦3年（1657年）、覚性院日勤を開山に創建された大乗山延寿院が起源である。宝永年間（1704年 - 1710年）に身延山久遠寺の末寺となる。宝暦5年（1755年）、寺号を現在の六浦山延寿寺に改め、あわせて身延山の宿坊山本坊より日荷上人像を勧請した。明和9年（1772年）の明和の大火で焼失したが、安永3年（1774年）までに諸堂が再建された。慶応4年（1868年）に上野戦争で山門を残し伽藍を焼失した。明治9年（1876年）に本堂、庫裡を再建、明治44年（1911年）には仮堂であった日荷堂も再建された。

## 境内
- 日荷堂
- 本堂
- 山門

## 文化財
- 延寿寺日荷堂絵馬群　台東区有形民俗文化財（1995年指定）

## 交通アクセス
- 千代田線根津駅1番出口より徒歩約7分（経路案内）。
- 千代田線千駄木駅1番出口より徒歩約9分（経路案内）。
- 日暮里駅より徒歩約13分（経路案内）。

## 関連資料
- 『はきものの絵馬 谷中延寿寺日荷堂絵馬群調査報告書』台東区教育委員会（2000年）
- 『御府内寺社備考』